# L'eterno riposo

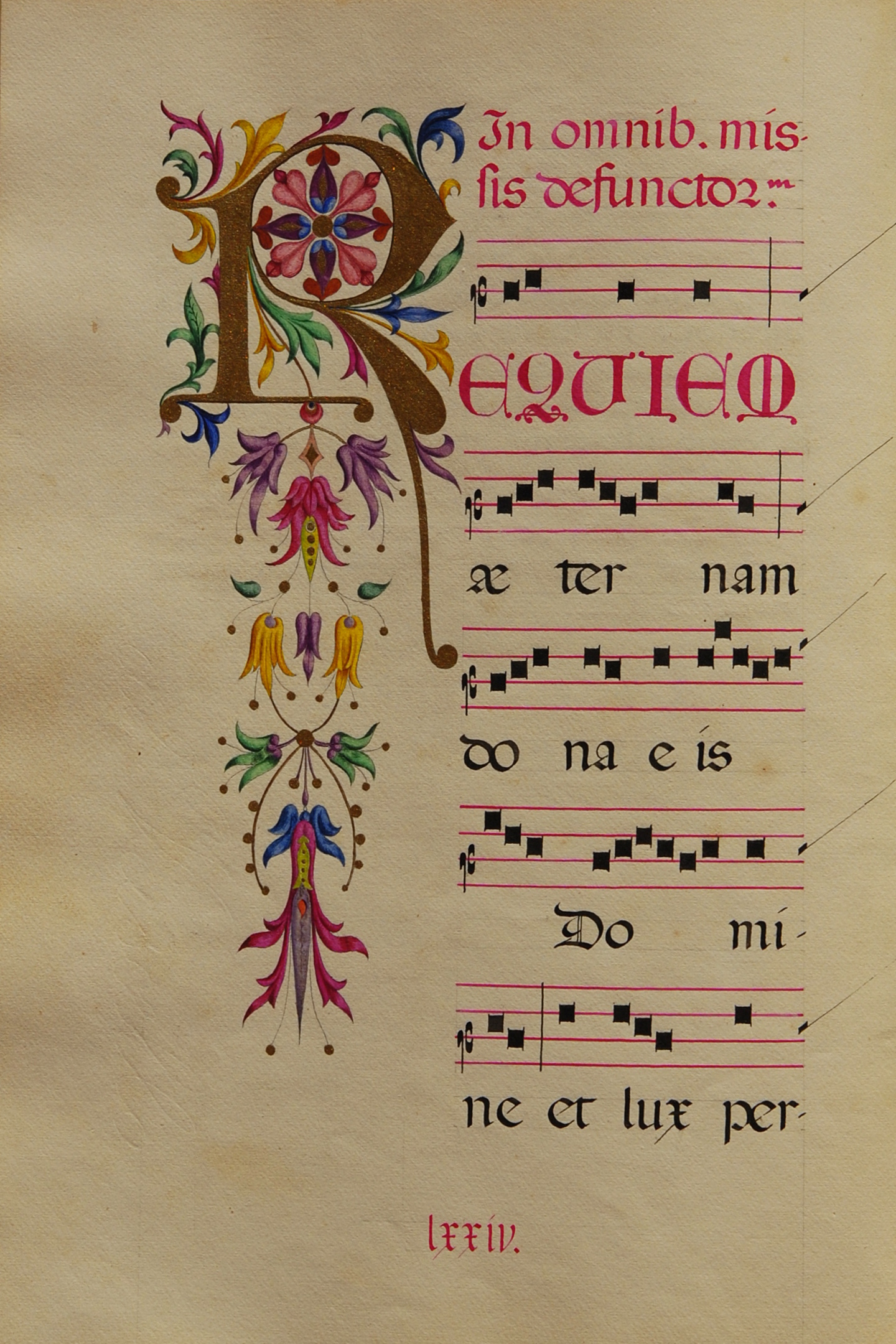
Partitura dal Liber choralis S. Leonardi.

L'Eterno riposo (in latino Requiem aeternam) è una preghiera della tradizione cattolica rivolta a Dio per la pace delle anime dei defunti.

## Origini
È derivata dall'antica preghiera cristiana del Requiescat in pace, dove la parola "dormizione" ("riposo") si trova nei tre Vangeli sinottici, e in Giovanni. Il tema è presente anche nell'apocrifo Apocalisse di Esdra (III secolo).
La Chiesa cattolica (nella Solennità di Ognissanti) e la Chiesa ortodossa d'Oriente celebrano tutte le anime del Paradiso, comprendendo fra le anime sante non solo quelle del calendario liturgico, ma tutte quelle salvate (note e ignote), che vivono già in comunione con il Dio Uno e Trino, e con gli angeli e i santi. La Chiesa cattolica ricorda il giorno seguente la Commemorazione dei defunti tutte le anime dei morti.

## Testo
Réquiem ætérnam

dona eis, Dómine,

et lux perpétua lúceat eis.

Requiéscant in pace.

Amen.
L'eterno riposo,

dona loro, o Signore,

e splenda ad essi la luce perpetua.

Riposino in pace.

Amen.

### Varianti
Nel caso di una singola persona si usa il verbo al singolare "requiescat" e il pronome singolare "ei" al posto di "eis".

## Vangeli e religione cattolica
La narrazione evangelica della resurrezione della figlia di Giairo non ha relazione con la preghiera, dato che Gesù parla esplicitamente del sonno di uno che è vivo: 
La religione cattolica usa la parola "dormizione" per indicare lo stato dei morti in attesa della loro risurrezione. Professa che, come al sonno segue il risveglio, alla dormizione del corpo segue il "risveglio" della resurrezione della carne. Professa che, subito dopo la morte, l'anima, separata dal corpo, continua in uno dei tre stati: Paradiso (Comunione dei santi), Purgatorio, oppure all'Inferno.

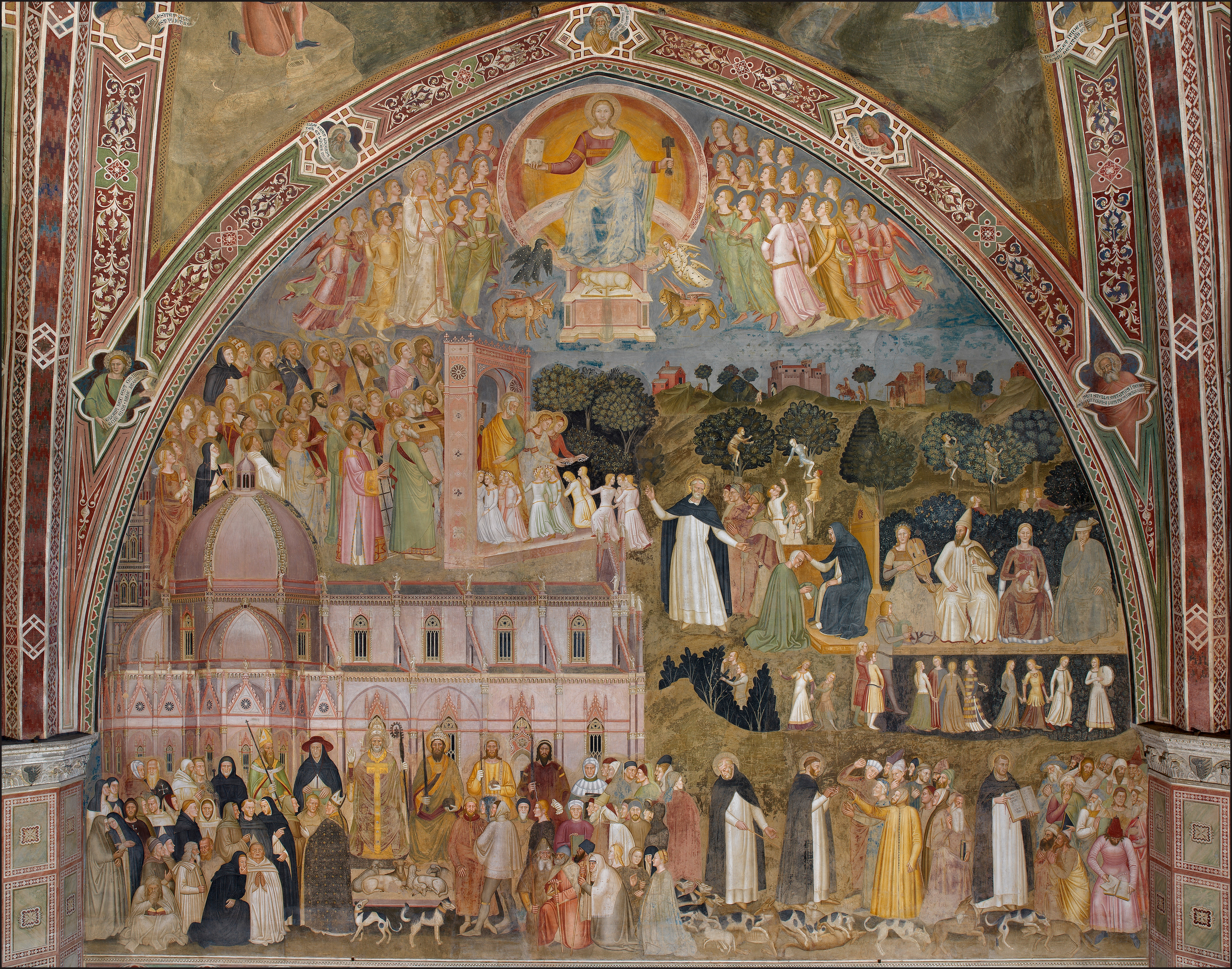
Ecclesia militans, Ecclesia poenitens et Ecclesia triumphans, affresco di Andrea da Firenze, Basilica di Santa Maria Novella, c. A.D. 1365

In modo analogo, senza usare l'immagine del riposo, il Vangelo di Giovanni dice: 

## Storia liturgica
Il Rituale Romanum nell'Ordo Commendationis Animae evidentemente non usa questa preghiera, dato che il rito riguarda qualcuno ancora vivo:
(Ordo commendationis animae)
La preghiera è recitata all'interno della Messa di requiem. Talora, al termine del rito, quando il feretro viene portato fuori dalla chiesa, si recita anche l'antica preghiera nota come In Paradisum.

## Altre religioni
La Chiesa Metodista Unita insegna la "verità della preghiera di intercessione per i morti" e che "la preghiera per i morti è stata una pratica diffusa in tutta la storia cristiana [e] è un profondo atto d'amore rivolto a un Dio d'amore".